# Rafael Artzy

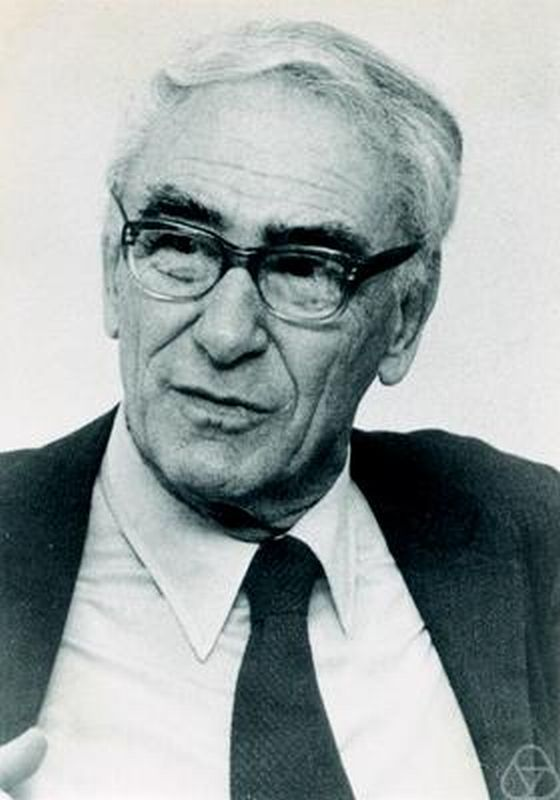
Rafael Artzy 1980

Rafael Artzy (* 23. Juli 1912 in Königsberg; † 22. August 2006 in Haifa) war ein israelischer Mathematiker, der sich mit Geometrie befasste.

## Leben
Unter dem Familiennamen Deutschländer wurde er in Königsberg (Preußen) geboren. Sein Vater war Eduard Iska Deutschländer und seine Mutter die Zahnärztin Dr. Ida Freudenheim. Artzy studierte ab 1930 an der Universität Königsberg, wo er ein Schüler von Kurt Reidemeister war. Als dieser nach der Machtübernahme der Nationalsozialisten sein Amt verlor, beschleunigte auch Artzy seine Auswanderungspläne, zumal er schon lange in der zionistischen Bewegung aktiv war. Ab 1933 setzte er sein Studium an der Hebräischen Universität in Jerusalem fort mit dem Abschluss 1934 und der Promotion bei Theodore Motzkin 1945 (Minimum nets in abstract webs). Im Jahr 1934 heiratete er und unterrichtete bis 1951 an einem Gymnasium in Israel und danach als Assistenzprofessor am Technion in Haifa. 1956 wurde er Lecturer an der University of Wisconsin, Madison und 1960 Associate Professor an der University of North Carolina in Chapel Hill. 1961 erhielt er eine volle Professur an der Rutgers University, 1964 war er Gast am Institute for Advanced Study, ab 1965 war er an der State University of New York at Buffalo und ab 1967 an der Temple University. 1973 kehrte er nach Israel zurück und lehrte wieder in Haifa, diesmal an der Universität Haifa, an der er die Mathematikfakultät mit aufbaute und ihr vorstand.
Artzy befasste sich mit Grundlagen der Geometrie. Ende der 1970er Jahre begründete er eine Geometriekonferenz in Haifa, die alle vier Jahre bis Ende der 1990er Jahre stattfand.
Er war Herausgeber des Journal of Geometry.

## Schriften
- Linear Geometry, Addison-Wesley 1965, Dover 2008
- Geometry: an algebraic approach, BI Wissenschaftsverlag, Mannheim 1992
- Herausgeber:  Geometry and differential geometry : proceedings of a conference held at the University of Haifa, Israel, March 18-23, 1979, Springer, Lecture notes in Mathematics, 1980